# حياة الجريمة (فلم)
حياة الجريمة (بالإنجليزية: Life Of Crime) هو فيلم جريمة وكوميديا أمريكي مبني على رواية The Switch لمؤلفها المور لونارد. من إخراج وكتابة دانيال شيشتر، عُرض الفيلم في الأمسية الأخيرة لـمهرجان تورنتو السينمائي 2013. وأفتُتِحَ في مهرجان أبوظبي السينمائي. كما سيتم عرض الفيلم في مهرجان مدينة ترافيس السينمائي.

## القصة
ميكي زوجة رجل الأعمال الفاسد تيم روبنز، يختطفها مجرمين ويقومون بابتزاز تيم بمعلومات عن فساده، ويطلبوا فدية، ليقرر تيم عدم دفع الفدية لاسترجاع زوجته، ليبدأ تسلسل من الخيانات والمؤامرات، وتسير الأمور على خلاف المتوقع.

## طاقم العمل
- جينيفر أنيستون بدور ميكي داوسن
- تيم روبنز بدور فرانك داوسن
- آيسلا فيشر بدور ميلاني رالستون
- جون هوكس بدور لويس جارا
- ياسين باي بدور أورديل روبي
- مارك بون جونيور بدور ريتشارد
- ويل فورت بدور مارشال تايلور
- تشارلي تاهان بدور بو داوسن
- سينا كوفد بدور كاي
- شينا لاين بدور لوريتا
- كلي لويس بدور تيرا تايلور
- ليونارد روبنسون بدور الضابط ديكسون
- جينا ناي بدور شيلي تايلور
- آليكس لادوف بدور باميلا تايلور
- آر. ماركوس تايلور بدور بورسلينو

## الاستقبال الجماهيري
بشكل عام، حصل الفلم على ردود فعل إيجابية، وحصل على درجة 78% في موقع الطماطم الفاسدة بناءً على 9 مُراجعين، وعلى تقييم متوسطه 7.1 من 10. كما أعطى موقع ميتاكريتيك تقييم 70% للفلم بناءً على 4 مُراجعين.

## روابط خارجية
- مقالات تستعمل روابط فنية بلا صلة مع ويكي بيانات